# Anomala ignicolor
Anomala ignicolor är en skalbaggsart som beskrevs av Edmund Reitter 1903. Anomala ignicolor ingår i släktet Anomala och familjen Rutelidae. Inga underarter finns listade i Catalogue of Life.